# 貞子女王 (徳川重好室)
貞子女王（ていしじょおう、1750年4月3日（寛延3年2月27日） - 1820年9月28日（文政3年8月22日））は、江戸時代中期の女性。清水徳川家初代当主・徳川重好の正室。院号は貞章院（ていしょういん）。

## 生涯
伏見宮貞建親王の第6王女として生まれる。幼称は田鶴宮。1763年（宝暦13年）、清水徳川家初代当主の徳川重好の正室となった。1795年（寛政7年）重好の死後、仏門に入って貞章院と号した。
1820年（文政3年）、死去。諡号は貞章院心月妙観大姉。